# Johann Rabie
Johann Rabie (* 8. März 1987 in Montagu) ist ein ehemaliger südafrikanischer Radrennfahrer.

## Karriere
Johann Rabie gewann 2005 das Juniorenrennen Circuit de la Région Wallonne und bei der Trofee der Vlaamse Ardennen wurde er Zweiter. In der Saison 2006 fuhr er für das südafrikanische Continental Team Konica Minolta. Ab 2007 fuhr Rabie wieder für das Neotel, welches 2007 nicht bei der UCI registriert war, und erreichte bei der Afrikameisterschaft in Yaoundé die Silbermedaille im Straßenrennen und den Sieg beim nationalen Eintagesrennen Die Burger Fietstoer. 2008 fuhr er für das Team Neotel. Er gewann einige nationale Rennen und wurde bei den Südafrikanische Straßen-Radmeisterschaften jeweils Zweiter im Straßenrennen U23 und Einzelzeitfahren U23. 2009 wurde er bei den Südafrikanischen Straßen-Radmeisterschaften jeweils Dritter im Straßenrennen U23 und Einzelzeitfahren U23. Außerdem belegte er beim Giro del Capo bei der Challenge 3 Platz 2 und bei der Challenge 1 Platz 3 und Platz 6 in der Gesamtwertung bei der Tour de Kumano. 2010 gewann er eine Etappe bei der Jelajah Malaysia. 2011 wurde er Zweiter bei der Tour of South-Africa, Dritter bei der Marokko-Rundfahrt und Neunter bei der Tour de Mumbai. 2012 wurde Rabie Dritter beim Sieg von Robert Hunter bei den Südafrikanischen Straßen-Radmeisterschaften im Straßenrennen und Dritter beim Sieg von Reinardt Janse van Rensburg bei den Südafrikanischen Straßen-Radmeisterschaften im Einzelzeitfahren. Ab 2013 fuhr Rabie ohne Team und wurde nochmals Zweiter bei den Südafrikanischen Straßen-Radmeisterschaften im Straßenrennen und Dritter im Einzelzeitfahren.
Danach konnte er keine weitere Ergebnisse bei internationalen Straßenrennen vorweisen. Er fuhr danach Mountain-Bike und platzierte sich 2014 und 2015 bei der Cape Epic.

## Erfolge
2007
- Afrikameisterschaft – Straßenrennen

2008
- Südafrikanische Straßen-Radmeisterschaften – Straßenrennen U23
- Südafrikanische Straßen-Radmeisterschaften – Einzelzeitfahren U23
- Nachwuchswertung Tour de Beauce

2009
- Südafrikanische Straßen-Radmeisterschaften – Straßenrennen U23
- Südafrikanische Straßen-Radmeisterschaften – Einzelzeitfahren U23

2010
- eine Etappe Jelajah Malaysia

2011
- eine Etappe Marokko-Rundfahrt

2012
- Südafrikanische Straßen-Radmeisterschaften – Straßenrennen
- Südafrikanische Straßen-Radmeisterschaften – Einzelzeitfahren

2013
- Südafrikanische Straßen-Radmeisterschaften – Straßenrennen
- Südafrikanische Straßen-Radmeisterschaften – Einzelzeitfahren